# Droga krajowa B175 (Niemcy)
Droga krajowa 175 (niem. Bundesstraße 175, B 175) – niemiecka droga krajowa przebiegająca  z zachodu na północny wschód od skrzyżowania z drogą B2 w Großebersdorf w Turyngii do skrzyżowania z drogą B101 w Nossen w Saksonii.

## Miejscowości leżące przy B175

### Turyngia
Großebersdorf, Frießnitz, Burkersdorf bei Weida, Weida, Zickra, Berga/Elster, Kleinkundorf, Zwirtzschen, Seelingstädt, Chursdorf.

### Saksonia
Oberalbertsdorf, Langenbernsdorf, Werdau, Sorge, Zwickau, Mosel, Glauchau, Kleinchursdorf, Kertzsch, Waldenburg, Schlagwitz, Penig, Obergräfenhain, Dölitzsch, Rochlitz, Zschaagwitz, Aitzendorf, Geringswalde, Hartha, Masten, Döbeln, Juchhöh, Choren, Rhäsa, Nossen.